# Rotherhithe
Rotherhithe [ˈrɒðəhaɪð] ist ein Stadtteil im London Borough of Southwark. Es liegt am Südufer eines Bogens der Themse, etwa auf halber Strecke zwischen der Londoner City und Greenwich. Der Namensbestandteil -hithe bedeutet „Anlegestelle“. Anfang des 20. Jahrhunderts reichte die Gebietsbezeichnung noch weiter themseaufwärts.

## Flächennutzung
Über lange Zeit war Rotherhithe Hafengebiet, aber seit etwa 1980 wurden die meisten Docks aufgefüllt und eine moderne Wohnbebauung und Handelseinrichtungen wurden errichtet. Einst befanden sich im Stadtteil die Surrey Commercial Docks. Im Jahr 1620 startete das Schiff der Pilgerväter, die Mayflower, von Rotherhithe nach Southampton. Die Gegend heißt heute Surrey Quays; diese gehört zu den Docklands. Entlang des als Freizeithafen genutzten Greenland Dock ist noch etwas der alten Lagerhausbebauung erhalten.

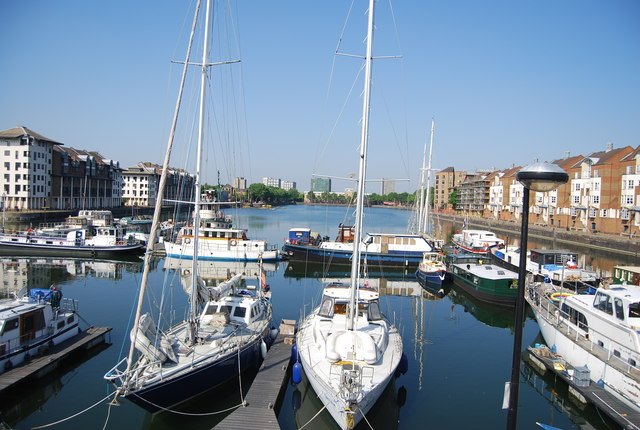
Greenland Dock
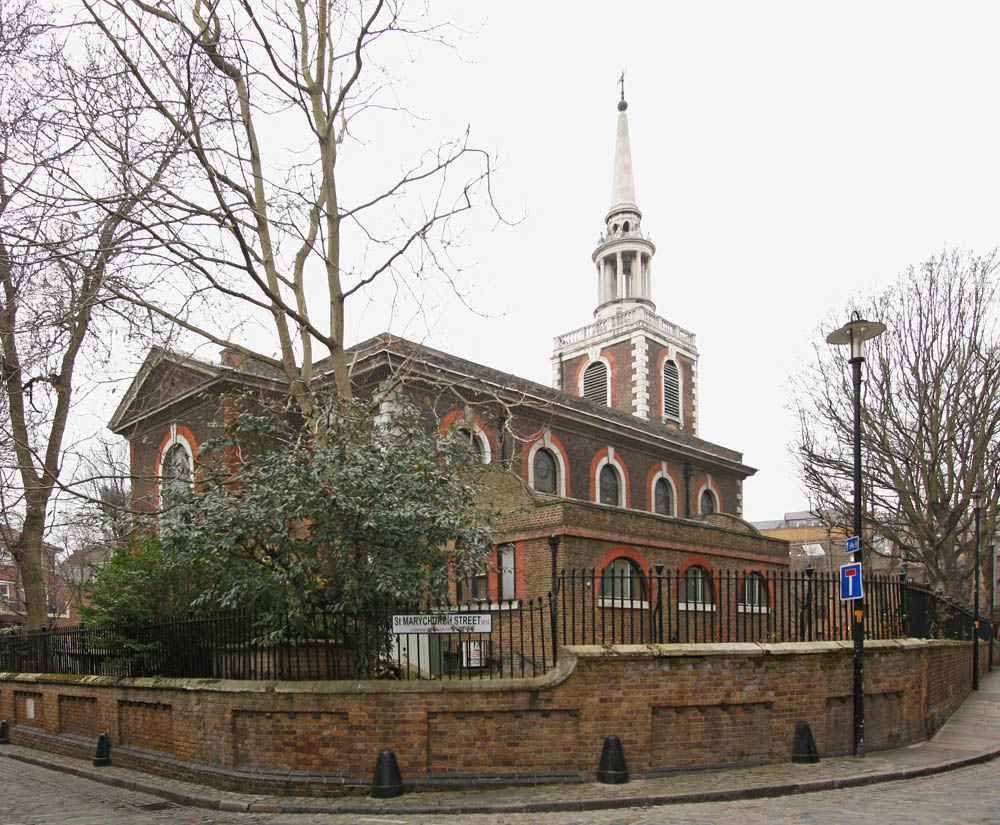
Anglikanische Kirche St Mary with All Saints
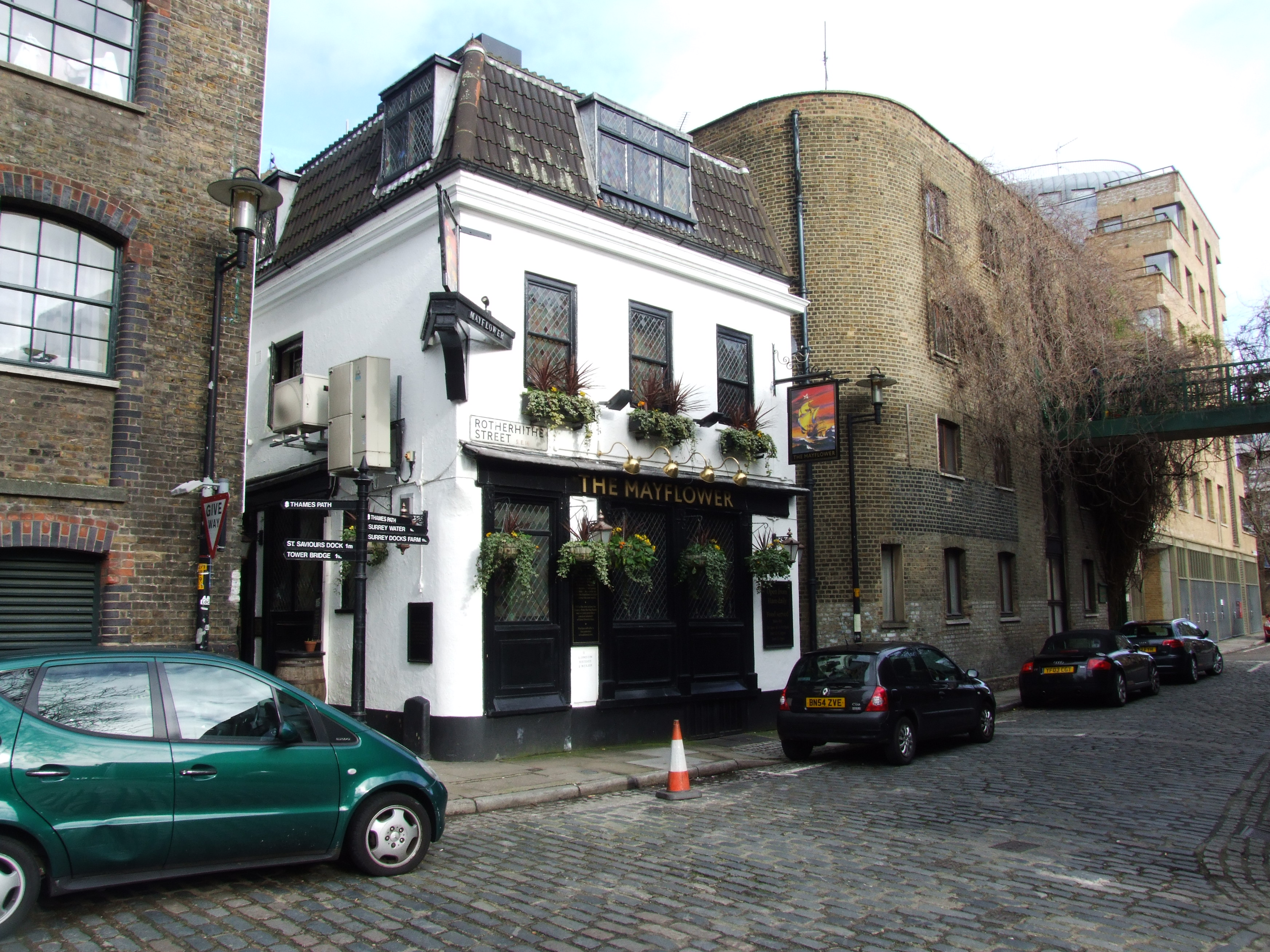
Bekanntes Pub The Mayflower

## Karten

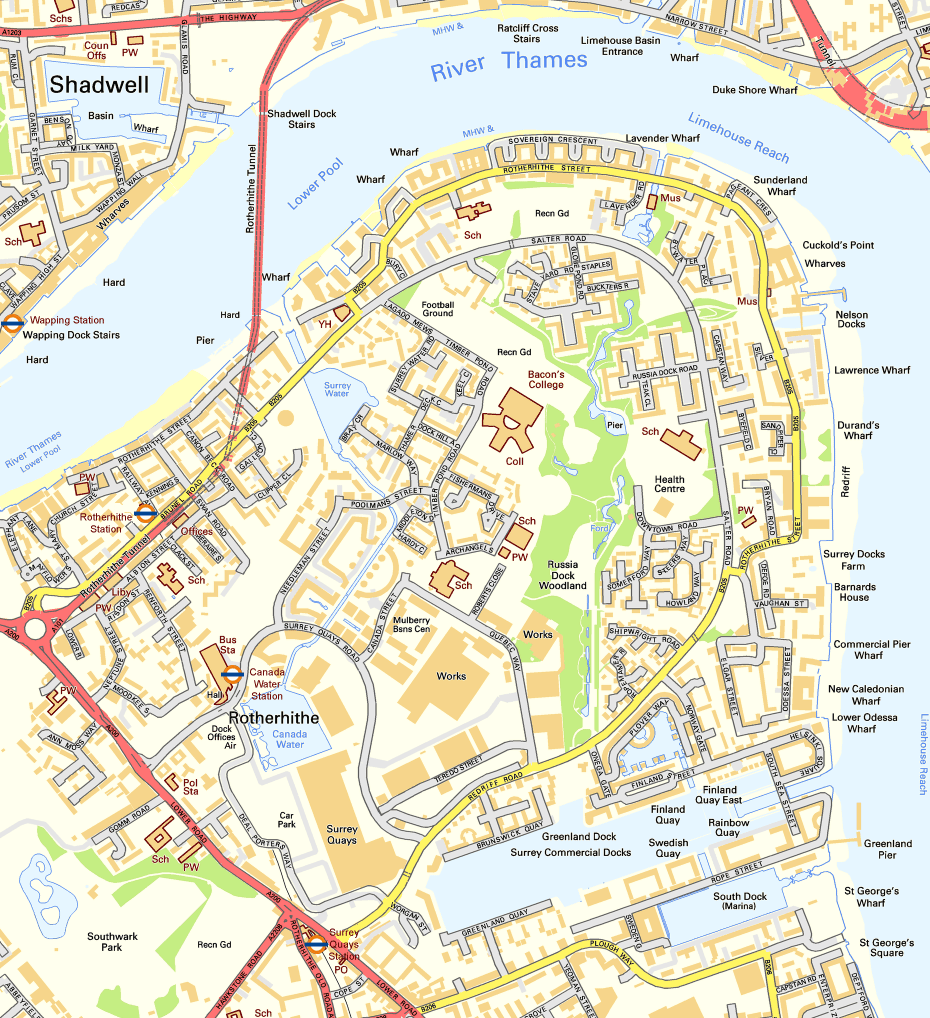
Karte von Rotherhithe
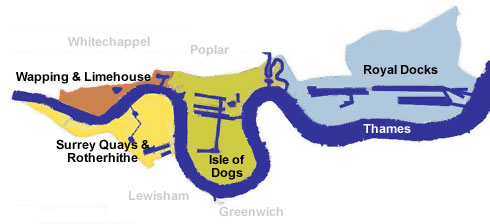
Teil der Docklands

## Verkehr
Im Nordwesten des Stadtteils unterquert der Rotherhithe-Tunnel diagonal die Themse und verbindet als Schnellstraße Rotherhithe mit dem Stadtteil Limehouse. Der Bahnhof Rotherhithe gehört zu London Overground, liegt aber unterirdisch.

## Persönlichkeiten
- Michael Caine (* 1933), Schauspieler
- Gilly Flaherty (* 1991), Fußballspielerin